# Vieux Lyon - Cathédrale Saint-Jean
Vieux Lyon - Cathédrale Saint-Jean è una stazione della linea D della metropolitana di Lione e delle linee F1 e F2 della funicolare. È situata nel quartiere della Vieux Lyon, nel V arrondissement di Lione.

## Storia
La stazione "Saint-Jean", questo il suo nome originario, è stata attivata con l'apertura della linea di Saint-Just l'8 agosto 1878, a cui si fu aggiunta la funicolare di Fourvière il 6 settembre 1900. La funicolare di Saint-Just fu trasformata in ferrovia a cremagliera nel 1901, prima di essere riconvertita nuovamente ad una funicolare nel 1958.
L'apertura della linea D della metropolitana di Lione, il 9 settembre 1991, ha segnato un'importante trasformazione per le sue fermate della funicolare. Entrambe infatti sono state completamente ricostruite tra il 1986 e il 1988 per essere integrate a quella della metropolitana. Reliazzata lungo una linea che passa sotto il Rodano e la Saona, Vieux Lyon - Cathédrale Saint-Jean è la stazione più profonda della metropolitana di Lione, essendo situata quasi 30 metri sotto quelle funicolari situate in superficie. Le due stazioni sono collegate da tre scale mobili, lunghe quasi 21 metri, tra la superficie e il mezzanino della metropolitana.